# Біла (Великоустюзький район)
Бі́ла (рос. Белая) — присілок у складі Великоустюзького району Вологодської області, Росія. Входить до складу Опоцького сільського поселення.

## Населення
Населення — 31 особа (2010; 52 у 2002).
Національний склад (станом на 2002 рік):
- росіяни — 98 %